# Gericinó
Gericinó è un quartiere (bairro) della Zona Ovest della città di Rio de Janeiro in Brasile.

## Amministrazione
Gericinó fu istituito come bairro a sé stante il 23 novembre 2004 come parte della Regione Amministrativa XVII - Bangu del municipio di Rio de Janeiro.